# Blackland (Texas)
Blackland város és majdnem szellemváros az USA Texas államában, Rockwall megyében. Rockwalltól, a megyeszékhelytől körülbelül négy mérföldre délkeletre található a 276-os állami autópályán. A város lakossága az 1990-es népszámláláskor 49 fő volt. A Texas Állami Történelmi Egyesület a honlapján cikket tart fenn a városról.

## Története
Blackland városa a texasi Blackland prériről kapta a nevét. Blackland postahivatala 1876-ban nyílt meg. Az 1880-as években a lakosság száma elérte a 125 fős csúcsot. 1880-ban három üzlettel és egy malommal rendelkezett. A blacklandi farmerek gyapotot, búzát és zabot szállítottak. A 20. század elején a lakosság száma 50 főre csökkent. 1903-ban a blacklandi iskola két tanárt foglalkoztatott, akik 79 diákot tanítottak. A postahivatal 1903-ban zárt be. 1904-ben a lakosság száma ismét 114 főre ugrott, majd 1940-ben 14 főre csökkent. A texasi Rockwallhoz, a megyeszékhelyhez való közelsége azonban korlátozta a növekedést. 1990-ben a népszámlálás szerint még mindig 49-en éltek a településen. A várost a Texas Állami Történelmi Egyesület történelmi témának tekinti, és a honlapján egy cikket tart fenn, amely tárgyalja a várost.

## Népesség
A település népességének változása:

| 1990 | 49 |